# Popek (nazwisko)
Popek – polskie nazwisko, które w Polsce nosi około 3088 osób. Nazwisko po raz pierwszy pojawiło się w 1416 i pochodzi ono od słowa pop oznaczającego duchownego Kościoła wschodniego, a dawniej również księdza rzymskokatolickiego.
Osoby noszące to nazwisko:
- Amadeusz Popek (ur. 1977) – polski malarz i grafik
- Anna Popek (ur. 1968) – polska dziennikarka
- Artur Popek (ur. 1960) – polski malarz i grafik
- Jacek Popek (ur. 1978) – polski piłkarz
- Jan Popek (1942–1980) – polski malarz i grafik
- Mieczysław Popek (1916–1944) – polski pilot z okresu II wojny światowej
- Stanisław Popek (ur. 1936) – polski psycholog, malarz, poeta
- Zbigniew Popek (ur. 1946) – polski kontradmirał